# PlanetTech
PlanetTechNews.com és una revista en línia que proporciona les últimes novetats i les notícies diàries en les àrees relacionades amb la tecnologia, la ciència i la innovació. El contingut està destinat a ser accessibles a un públic ampli; inclosos estudiants, científics i altres professionals, així com entusiastes sense coneixements tècnics.
Llançat al novembre 2011, PlanetTechNews.com és un lloc web que té el suport del University College de Londres (UCL). També és notable per la seva combinació d'agregació de notícies amb l'atractiu visual d'una revista en línia.

## Història
PlanetTechNews Ltd, l'empresa propietària de la pàgina web, es va fundar a finals de 2011 per l'estudiant empresari Alex Muller. Muller va començar el lloc web després de guanyar el premi Bright Ideas per a l'esperit emprenedor, mentre estudiava per a la seva llicenciatura en ciències de la computació.
PlanetTechNews.com va aconseguir 1 milió de visitants únics al març de 2013.
El 2015 Planettech, en associació amb The Body VR LLC, concebut, creat i provat The Body VR i VR:Cell experiences.